# دهستان هیر
دهستان هیر یا دهستان فولادلوی مرکزی  نام دهستانی در بخش هیر شهرستان اردبیل، استان اردبیل در ایران است. براساس سرشماری مرکز آمار ایران در سال ۱۳۸۵، جمعیت آن  بوده‌است.
روستای معروف و زیبای یایچی جزو این دهستان است .